# Agenzia degli stati del Punjab
L'Agenzia degli stati del Punjab (in inglese: Punjab States Agency) era una Agenzia dell'India britannica. Al suo interno comprendeva quaranta stati principeschi del nordovest dell'India.
Dopo il 1947, gran parte degli stati entrarono a far parte dell'Unione Indiana, il resto del Dominion del Pakistan.

## Storia
Gli stati principeschi dell'area del Punjab passarono sotto la sovranità della Corona britannica dopo la guerra anglo-nepalese del 1814–16 e divennero noti come "stati nativi del Punjab". Questi erano in dirette relazioni diplomatiche con la provincia britannica del Punjab, ad eccezione dello stato di Tehri Garhwal, che aveva invece delle relazioni con le Province Unite.
L'Agenzia degli stati del Punjab venne istituita nel 1933 dalle autorità britanniche. Essa venne costituita sotto diretta autorità del governatore generale dell'India con quartier generale a Shimla.
Dopo l'indipendenza indiana nel 1947, gli stati entrarono a far parte dell'Unione Indiana, andando poi a formare il nuovo stato dell'Himachal Pradesh, mentre lo stato di Tehri Garhwal divenne parte dell'Uttar Pradesh.

## Stati principeschi

### Agenzia degli stati del Punjab
In ordine di precedenza ed importanza:
- Patiala, titolo maharaja, saluto a 17 salve di cannone
- Bahawalpur (oggi in Pakistan), titolo di nawab, saluto a 17 salve di cannone
- Jind, titolo di maharaja, saluto a 13 salve di cannone
- Kapurthala, titolo di maharaja, saluto a 13 salve di cannone
- Nabha, titolo di maharaja, saluto a 13 salve di cannone
- Kaithal, titolo di bhai (maharaja), saluto a 13 salve di cannone
- Bilaspur (Kahlur), titolo di raja, saluto a 11 salve di cannone
- Chamba, titolo di raja, saluto a 11 salve di cannone
- Faridkot, titolo di raja, saluto a 11 salve di cannone
- Maler Kotla (Malerkotla), titolo di nawab, saluto a 11 salve di cannone
- Mandi, titolo di Raja, saluto a 11 salve di cannone
- Sirmur (Nahan), titolo di maharaja, saluto a 11 salve di cannone
- Suket (Sundarnagar), titolo di raja, saluto a 11 salve di cannone
- Loharu, titolo di nawab, saluto a 9 salve di cannone

Altri stati senza saluto onorifico: 
- Mamdot
- Pataudi

#### Stati principeschi storici delle colline del Punjab
- Kangra
- Kangra-Nadaun
- Jaswan
- Guler (Haripur)
- Siba
- Datarpur
- Kutlehar
- Madhopur
- Kangra

### Stati delle colline di Simla
Salute state :
- Bashahr, titolo di raja, saluto a 9 salve di cannone

Altri stati senza saluto onorifico:
- Baghal
- Baghat
- Balsan
- Bija
- Bhajji
- Darkoti
- Dhami
- Jubbal
- Keonthal
- Kumharsain
- Kunihar
- Kuthar
- Mahlog
- Mangal
- Nalagarh (Hindur)
- Rajgarh
- Sangri
- Tharoch